# Elektromechanický přenos výkonu
Elektromechanický přenos výkonu je jedním z mnoha vynálezů vsetínského elektrotechnika Josefa Sousedíka z roku 1927. Po přenosu mechanickém, elektrickém a hydrodynamickém šlo o čtvrtý typ přenosu. Princip zařízení zjednodušeně spočívá v tom, že spalovací motor je propojen s generátorem a elektromotorem a při nízkých rychlostech je výkon přenášen elektricky, při vyšších pak mechanicky bez dalšího převodování.
Systém kombinuje výhodu plynulého a svižného rozjezdu při čistě elektrickém přenosu a vysokou efektivitu přenosu čistě mechanického. Jeho klíčovou vlastností je přenos plného krouticího momentu elektrického
motoru přímo na hnací nápravu, a to již od rychlostí vozidla blízkých nule.
Vynález byl ve své době světově jedinečný a patentově chráněný nejen v Československu. Přesto se kromě prototypu automobilu a dvou železničních motorových vozů dále nerozšířil, k čemuž přispela hospodářská krize, následně druhá světová válka (během které byl Sousedík zastřelen) a poválečná změna priorit v rámci centrálně plánované ekonomiky.

## Historie

### Automobil (1927 – 30. léta)
V roce 1927 ve vsetínské továrně Josefa Sousedíka začal vznikat automobil, který pro přenos výkonu používal Sousedíkův elektromechanický systém.
O výkon vozidla se ze dvou třetin staral elektromotor poháněný klasickými olověnými bateriemi. Výsledná spotřeba se podle dochovaných pramenů měla pohybovat okolo čtyř litrů benzinu na 100 km, dojezd měl činit až 60 kilometrů, maximální rychlost vozu postaveného na podvozku Tatry 57 byla udávána někde mezi 70 a 80 km/h. Zvláštností byly nábojové elektromotory vlastní Sousedíkovy koncepce, na každém kole jeden, které při jízdě z kopce dobíjely baterie (nyní jsou součástí sbírek Národního technického muzea).
Propagace nového technického řešení měla probíhat počátkem 30. let, ale kvůli hospodářské krizi k rozšíření nedošlo. Předváděcí jízda Vsetín–Praha–Louny se nekonala. Vláda a banky svou podporu odřekly. 
12. dubna 1933 zažádal Sousedík o patent v ČSR, ten byl udělen 25. února patent pod číslem 53735. (Následně získal ještě patent francouzský, americký a německý).

### Slovenská strela (1935–36)
Ve 30. letech byly železniční motorové vozy vybavovány přenosem buď čistě mechanickým nebo čistě elektrickým; v některých zemích včetně Československa se nově experimentovalo také s převodem hydraulickým. I v objednávce na vozy M 290.0, později známé pod názvem Slovenská strela, se původně počítalo s mechanickým přenosem výkonu, než v roce 1935 hlavní konstruktér Hans Ledwinka přizval do již běžícího projektu Josefa Sousedíka a pověřil ho řešením přenosu výkonu, k čemuž Sousedík využil svůj vynález.
Verze přenosu použitá u Slovenské strely měla několik odlišností od původního řešení. Hlavní rozdíl spočíval v tom, že se spalovacím motorem byl pevně spojen stator generátoru, zatímco s hnací nápravou byl pevně spojen rotor generátoru. Celkové technické řešení vozů bylo uzpůsobeno na konstrukční rychlost 130 km/h se zhruba 10% rezervou, tedy s maximem okolo 145 km/h (dosažený rekord byl 148 km/h).

### Tatran (přelom 40. a 50. let)
Navzdory smrti Josefa Sousedíka a věznění a následné emigraci Hanse Ledwinky vznikl na přelomu čtyřicátých a padesátých let v Tatře projekt čtyřdílné motorové jednotky M 492.0 Tatran, který měl koncepčně navázat na Slovenskou strelu a stejně jako ona využívat elektromechanický přenos výkonu, jehož výrobu měla na starosti vsetínská továrna MEZ, původně založená a vlastněná Sousedíkem. Pro tyto účely byl systém přenosu zdokonalen a pojmenován DELKA (od slov dieselelektrická kaskáda). Vyhovět měl pro rychlosti až do 150 km/h.
Rozhodnutím vlády z roku 1950 byla výroba železničních vozidel v Kopřivnici ukončena a továrna byla dále určena pouze k výrobě nákladních automobilů. Vývoj a výroba Tatranu byly tím pádem ukončeny, ocelové profily dodané z USA a další již vyrobené díly vozové skříně byly sešrotovány.